# Noubkheperrê Antef
Pour les articles homonymes, voir Antef.
Noubkheperrê Antef, nommé Antef V, VI ou VII,, suivant les égyptologues, est un roi de Thèbes de la XVIIe dynastie. Manéthon l’appelle Antef.

## Famille
D'après les inscriptions trouvées sur un chambranle de porte découvert dans les vestiges d'un temple de la XVIIe dynastie à Gebel Antef sur la route Louxor-Farshut, on sait aujourd'hui que Noubkheperrê Antef et, par implication, son frère Sekhemrê-Oupmaât Antef-Âa étaient les fils d'un des deux rois Sobekemsaf. La plupart des égyptologues pensent qu'il s'agit de Sekhemrê-Shedtaouy Sobekemsaf,,. Claude Vandersleyen lui donne également comme frère le roi Sekhemrê-Herouhermaât Antef. De plus, de par le papyrus Abbott, Sekhemrê-Shedtaouy Sobekemsaf avait pour reine Noubkhâes, qui pourrait être ainsi la mère des Antef.
Il épouse Sobekemsaf, qui est une descendante d’une puissante famille de gouverneurs d’Edfou. Cette famille était elle aussi liée par mariage aux rois de la XIIIe dynastie.

## Ordre chronologique
Cet ordre chronologique des rois nommés Antef sous la XVIIe dynastie fait l'objet actuellement d'une révision et de débats entre égyptologues notamment à la suite d'études depuis la fin des années 1990 et de nouvelles découvertes archéologiques réalisées dans la nécropole royale de l'époque située à Dra Abou el-Naga à l'ouest de Thèbes, non loin de Deir el-Bahari.
Si Jürgen von Beckerath plaçait Noubkheperrê Antef au début de la XVIIe dynastie et le numérotait Antef V, cette théorie est complètement abandonnée par les égyptologues actuels. Ces derniers placent Noubkheperrê Antef à la fin de la dynastie, après son frère aîné Sekhemrê-Oupmaât Antef-Âa. La position de Sekhemrê-Herouhermaât Antef est plus problématique et sujette à débat. Daniel Polz et Kim Ryholt placent Sekhemrê-Herouhermaât Antef immédiatement après Noubkheperrê Antef, ce dernier est donc numéroté Antef VI par Ploz et Antef VII par Ryholt (ce dernier ajoute un Antef IV pour la XIVe dynastie et non pris en compte par les autres chercheurs, ce qui décale la numérotation). À l'inverse, Claude Vandersleyen, dont le raisonnement est suivi par Julien Siesse, place Sekhemrê-Herouhermaât Antef entre les deux autres Antef et le considère comme un frère de ces rois ; ils numérotent ainsi Noubkheperrê Antef Antef VII,.

## Règne

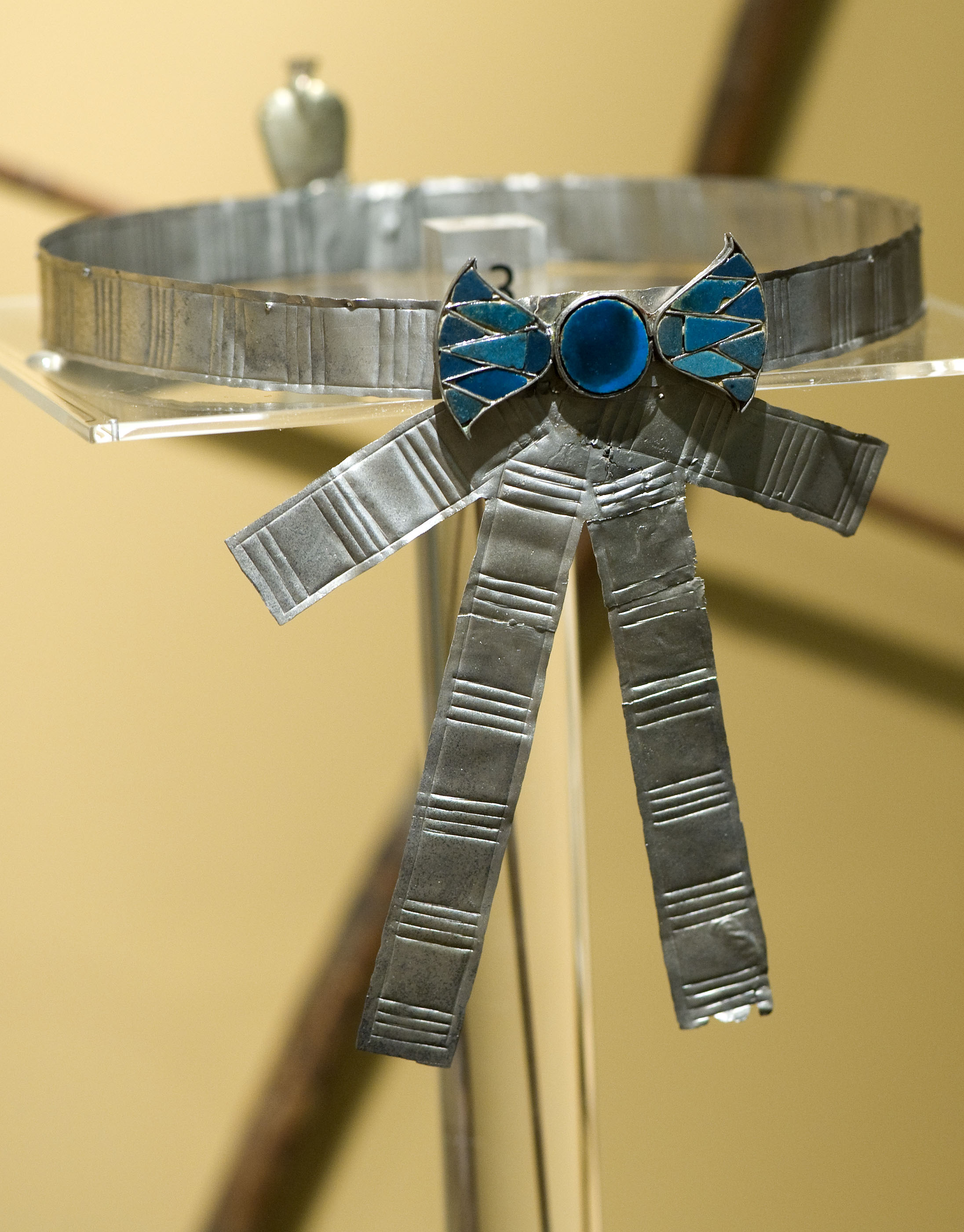
Diadème de Noubkheperrê Antef - Rijksmuseum van Oudheden

Noubkheperrê Antef est l'un des rois les plus attestés de cette dynastie. Il a restauré de nombreux temples endommagés en Haute-Égypte et lance la construction d'un nouveau temple au Gebel Antef. Il gagne l'allégeance de la province de Thèbes et constitue, avec Coptos et Abydos, une union assez puissante pour tenir en respect le pouvoir Hyksôs. En l'an III de son règne, Antef renvoie Téti, un haut responsable du temple de Coptos, qui était coupable d'avoir favorisé les ennemis. Contemporain du pharaon Hyksôs Apophis Ier, il semble d'abord avoir eu des rapports fructueux avec lui. Thèbes est encore en paix avec les Hyksôs, et les échanges sont nombreux entre les deux royaumes. L'hypothèse d'une allégeance de Thèbes au royaume du nord n'est d'ailleurs pas à écarter, l'influence d'Apophis (qui porte le titre de roi de Haute et de Basse-Égypte) étant attesté jusqu'à Gebelein. Apophis a de plus marié sa fille Hérit, dans la famille royale thébaine.
Noubkheperrê Antef est le premier dont l'activité guerrière et organisatrice est attestée. Il construit en plusieurs endroits et prend, en l'an 3 de son règne, un édit concernant le temple de Min à Coptos qui témoigne du caractère autoritaire du pouvoir thébain. Il s'agit en tout cas d'un témoignage de l'influence grandissante du royaume thébain dans la région.
C'est en tout cas à la suite de son règne, sous ses successeurs Senakhtenrê Iâhmes, Seqenenrê Tâa et Ouadjkheperrê Kames (aussi nommé Kamosé ou Kamosis), que commencera la lutte ouverte qui aboutira à la victoire contre les Hyksôs et à l'avènement du Nouvel Empire.
Ainsi l'emplacement de son tombeau, à Dra Abou el-Naga, au nord de ceux de ses prédécesseurs, semble indiquer qu'il inaugure une nouvelle lignée de souverains puissants et ambitieux qui y édifient également leurs propres sépultures. Signe des temps, Antef est enterré avec des armes (arc et flèches).

## Sépulture
Son tombeau a été découvert en 1827 par des pilleurs de tombe qui en dispersèrent les objets de valeurs dont certains ont pu être récupérés par les grands musées européens. Elle a été redécouverte en 2001 par Daniel Polz. Son sarcophage en bois doré de style richi est actuellement exposé au British Museum, tandis qu'un diadème en argent et en or est conservé au Rijksmuseum van Oudheden de Leyde. Un pyramidion à son nom, également découvert sur le site, est exposé au Musée égyptien du Caire.